# Lester Gaba
Lester Gaba (1907 – 12. august 1987) var en amerikansk billedhugger, forfatter og retail display designer.

## Tidligt liv
Gaba blev født i Hannibal, Missouri. Hans forældre ejede en landhandel, men Gaba interesserede sig ikke for butikken og brugte det meste af tiden på egen hånd med at tegne. I en alder af 10 deltog han i en sæbeskulpturkonkurrence arrangeret af Procter & Gamble. Selvom han ikke vandt den, ændrede deltagelsen hans liv. Han besluttede, at han ville blive en dygtig sæbeskulptør. Han gik på kunstskole i Chicago, hvor han tilbragte meget tid i Lake View, hvor Chicagos homoseksuelle befolkning på det tidspunkt samledes. 

## Cynthia
I 1932 skabte Gaba mannequinmodellen Cynthia for Saks Fifth Avenue, en 45 kg tung gipsmodel, som usædvanligt for mannequiner havde realistiske menneskelige ufuldkommenheder som fregner, var kalveknæet og havde endda fødder af forskellig størrelse. 
Gaba poserede sammen med Cynthia rundt i New York City til Life magazine-optagelser, og Cynthia dukkede op på forsiden af magasinet og demonstrerede humoristisk, hvor naturtro mannequiner var blevet. Gaba antropomorferede Cynthia yderligere, og hun begyndte at modtage invitationer, fanmails og gaver og at deltage i begivenheder. Gaba insisterede på, at Cynthia havde falsk strubehoste (laryngitis) for at forklare hendes manglende tale under personlige optrædener. Cynthia nåede også at blive inviteret til brylluppet mellem den tidligere Edvard 8. og Wallis Simpson i 1937. 

## Privatliv
Gaba skal i 1930erne have haft forhold til sceneinstruktøren Vincente Minnelli, far til skuespillerinden Liza Minnelli.